# Hornsyld Sygehus
Hornsyld Sygehus var et indtil 1988 et almindeligt daghospital i den lille by Hornsyld ved Juelsminde. Selve sygehuset åbnede i 1904 og fungerede som et almindeligt byhospital indtil 1958 hvor det fusionerede med Kysthospitalet i Juelsminde. Sammen delte disse sygehuse afdelingerne i mellem sig indtil 1977, hvor sygehuset i Juelsminde lukkede, og i 1988 hvor afdelingerne i Hornsyld blev fordelt på sygehusene i Vejle, Horsens og Aarhus.
|  | Denne artikel om lokaliteten Hornsyld Sygehus kan blive bedre, hvis der indsættes et (bedre) billede. Du kan hjælpe ved at afsøge Wikimedia Commons for et passende billede eller lægge et op på Wikimedia Commons med en af de tilladte licenser og indsætte det i artiklen. |

55°45′10.82″N 9°50′58.75″Ø / 55.7530056°N 9.8496528°Ø